# True Justice
True Justice ist eine US-amerikanische Actionserie mit Steven Seagal als Elijah Kane in der Hauptrolle. Die Serie handelt von Undercover-Polizisten, die in Seattle, Washington tätig sind.

## Handlung
In der Serie geht es um ein Undercoverteam von Polizisten (Elijah Kane, Juliet Saunders, Radner, Andre Mason und Sarah Montgomery) die Verbrecher aufhalten, knifflige Morde aufklären oder gegen Gangs, Killer und Mafiosi kämpfen.

## Figuren
Elijah Kane
Elijah Kane (Steven Seagal) ist der Anführer des Teams, er ist Ex-Spezialagent und hat eine Sonderausbildung genossen. Für Verletzte aus dem Team wird er zu einer Vaterfigur und begleitet sie durch das Krankenhaus. Er kann aber auch sehr streng sein, und falls ein Teammitglied einen Fehler begeht, entzieht er ihm den Fall.
Juliet Saunders
Juliet Saunders (Meghan Ory) ist eine erfahrene Kriminalbeamtin, die sehr rau und hart zu ihren Gegnern sein kann. Sie steht unter Kanes Befehl und hatte als Kind Albträume. Sie wird in der Folge 8 „Payback - Heute ist Zahltag“ von Steffan schwer verletzt. Die Folge endet, indem der schwer verletzte Steffan zwei Handgranaten in den Waffenraum wirft, wo sich das Team um Juliet versammelt hat, mit „To be Continued“.
Radner
Radner (Warren Christie) ist Kriminalbeamter und wird meist von Kane als Undercoveragent in Gangs, Sekten usw. eingesetzt. Er legt sich oft mit kleinen Gangstern an. Er macht gerne Witze über Juliet, Sarah und Masons Frau, die ihm die Teammitglieder meistens übel nehmen.
Andre Mason
Andre Mason (William "Big Sleeps" Stewart) ist Kriminalbeamter und übernimmt meistens mit Radner zusammen (wenn dieser sich nicht in einem Undercovereinsatz befindet) eine Aufgabe, die ihm Kane zugeteilt hat. Seine Frau ist schwanger, was er Kane in Folge 3 „Street Wars“ beichtet. Er ist ein Afroamerikaner und nimmt seinen Job sehr ernst.
Sahra Montgomery
Sahra Montgomery (Sarah Lind) wird in der ersten Folge von einer normalen Polizistin zur Undercoverpolizistin befördert. Sie ist am Anfang etwas schusselig, ihr unterlaufen mehrere Fehler, die das Team gefährden. Später entwickelt sie sich zu einer sehr guten Polizistin.

## Synchronisation
Die deutsche Synchronisation entstand bei der Splendid Synchron in Köln unter der Dialogregie von Bernd Nigbur.
| Rolle            | Schauspieler                 | Synchronsprecher |
| ---------------- | ---------------------------- | ---------------- |
| Elijah Kane      | Steven Seagal                | Ekkehardt Belle  |
| Juliet Saunders  | Meghan Ory                   | Sonja Spuhl      |
| Radner           | Warren Christie              | Markus Pfeiffer  |
| Andre Mason      | William "Big Sleeps" Stewart | Fabian Körner    |
| Sarah Montgomery | Sarah Lind                   | Jana Kilka       |
| Hiro             | Alex Mallari junior          | Martin Bross     |
| Mark Simms       | Lochlyn Munro                | Gilles Karolyi   |
| Johnny Garcia    | Jesse Hutch                  | Johannes Raspe   |
| Jessica Finch    | Tanaya Beatty                | Anja Stadlober   |
| Marcus Mitchell  | Adrian Holmes                | Matti Klemm      |

## Freigabe durch die Freiwillige Selbstkontrolle der Filmwirtschaft
Die erste Staffel von True Justice wurde von der Freiwilligen Selbstkontrolle der Filmwirtschaftmit (FSK) ab 18 Jahren freigegeben, weil die Folge Payback erst ab 18 Jahren freigegeben wurde. Eine alternative Veröffentlichung der ersten Staffel auf DVD erschien ohne die letzte Folge und war freigegeben ab 16 Jahren. Die zweite Staffel wurde ebenfalls erst ab 18 Jahren freigegeben.